# Kaarle Halme
Kaarle Albert Halme (Sundgren fram till 1888) född 4 december 1864 i Tavastkyro, död 20 september 1946 i Helsingfors, var en finländsk filmregissör, skådespelare och författare. Halme anslöt sig som skådespelare till Finska teatern (senare Finlands nationalteater) 1888. Han lät uppföra teatern i Tammerfors 1904 och Kansan näyttämö i Helsingfors 1907. Under vintern 1913 inledde Halme ett samarbete med Lyyra Filmi, ett samarbete som bestod fram till hösten 1914. Halme erhöll konstnärspension 1923.

## Filmografi[2]

### Som skådespelare
- Vieraalla maaperällä, 1914

### Som manusförfattare
- Verettömät, 1913
- Nuori luotsi, 1913
- Seikkailu jalkamatkalla, 1936
- Kyläraittien kuningas, 1945

### Som regissör
- Nuori luotsi, 1913
- Verettömät, 1913
- Vieraalla maaperällä, 1914
- Kesä, 1915